# Gryon argus
Gryon argus (лат.) — вид наездников рода Gryon из подсемейства Scelioninae (Scelionidae, или Platygastridae, по другим классификациям). Израиль.

## Описание
Мелкие наездники-сцелиониды, длина около 1,5 мм. От близких видов отличается следующими признаками: на втором тергите брюшка продольные морщинки, двуцветная окраска тела (голова чёрная, грудь, брюшко и ноги жёлтые); темя без поперечного киля. Глаза опушенные. Усики 12-члениковые. Формула шпор голеней 1-1-1. Брюшко короткое и широкое. Паразитоиды яиц насекомых.